# Palco (pay per view)
Palco è stata la pay-per-view di TELE+ Digitale, piattaforma televisiva a pagamento edita da Telepiù S.p.A. e destinata al mercato italiano.

## Struttura e contenuti
Palco offriva film, eventi sportivi e pellicole per adulti su 16 canali televisivi. Il primo trasmetteva nel formato panoramico 16:9 mentre i restanti 15 in formato 4:3.

## Programmi
I film su Palco erano trasmessi 24 ore su 24 sui primi 7 canali. Gli altri canali (da Palco 8 a Palco 16), a partire dalle 23:00 fino alle 06:00 del mattino successivo, trasmettevano invece la programmazione per adulti Hot Club e Hot Zapping.

## Storia
Palco è nata il 1º settembre 1997 e ha cessato di esistere il 31 luglio 2003 con la chiusura di TELE+ Digitale in seguito alla fusione tra Stream S.p.A. e Telepiù S.p.A. in Sky Italia S.r.l. e alla nascita della piattaforma satellitare Sky.
Lo speaker che annunciava i film è stato il doppiatore Raffaele Farina.